# جاناتان ریسرو
جاناتان ریسرو (انگلیسی: Jonathan Reguero؛ زادهٔ ۱۹ مارس ۱۹۸۹) بازیکن فوتبال اهل اسپانیا است.
از باشگاه‌هایی که در آن بازی کرده‌است می‌توان به باشگاه فوتبال دپورتیوو آلاوس و باشگاه فوتبال اتلتیک بیلبائو بی اشاره کرد.